# Saint-Martin-sur-Ocre, Loiret

Saint-Martin-sur-Ocre este o comună în departamentul Loiret din centrul Franței. În 1 ianuarie 2022 avea o populație de 1.225 de locuitori.